# Spin Boldak
Spin Boldak oder Spin Buldak (Paschtu: سپین بولدک) ist eine Stadt sowie der Name des umliegenden Bezirks in der Provinz Kandahar in Afghanistan, an der Grenze zu Pakistan. Die Fläche beträgt 2.963 Quadratkilometer und die Einwohnerzahl 117.730 (Stand: 2022). Der Ort liegt an einer Schnellstraße, die für 15,5 Millionen US-Dollar hergestellt wurde und liegt unmittelbar nördlich des pakistanischen Orts Chaman, von dem es durch die Staatsgrenze getrennt wird. 
Spin Boldak liegt auf der Haupttransportroute von Pakistan in den Süden von Afghanistan. In der Stadt leben hauptsächlich Paschtunen vom Stamm der Achackzai und Noorzai bzw. Nurzai.

## Geschichte
Im Jahre 1891 erweiterten die Briten das indische Eisenbahnnetz bis nach Chaman. Um 1910 gab es Pläne, diese Linie bis nach Kandahar und zu weiteren afghanischen Städten fort zu führen, welche jedoch nicht realisiert wurden. Am Grenzübergang befindet sich seit 2003 das „Freundschaftstor der Afghanen und Pakistanis“ (Gate of Friendship).
In der Stadt kam es in den letzten Jahren wiederholt zu Anschlägen. Im Februar 2008 wurden durch ein Selbstmordattentat 38 Afghanen getötet und eine unbekannte Anzahl weiterer Personen, einschließlich fünf Kanadier, verletzt. Im Jänner 2011 starben bei einem Selbstmordanschlag auf ein Badehaus in Spin Boldak mindestens 17 Menschen. 21 wurden verletzt. Am 24. Februar 2011 sprengte sich ein Selbstmordattentäter, nach einer Verfolgungsjagd mit Geheimdienstmitarbeitern, mit einer Autobombe im Stadtzentrum in die Luft und verletzte 16 Zivilisten, sechs Geheimdienstler und zwei Grenzpolizisten. Am 16. Juli 2012 starben fünf Zivilisten, als ihr Fahrzeug von einem an der Straße versteckten Sprengsatz getroffen wurde. Am 6. Januar 2013 griffen zwei Selbstmordattentäter ein Treffen von Stammesführern an. Dabei töteten sie vier Menschen und verletzten 15 weitere. Danish Siddiqui, ein indischer Fotojournalist, wurde am 16. Juli 2021 bei der Berichterstattung über einen Zusammenstoß zwischen afghanischen Sicherheitskräften und militanten Taliban in der Nähe des Grenzübergangs zu Pakistan getötet.